# Gignod
Gignod – miejscowość i gmina we Włoszech, w regionie Dolina Aosty, w dolinie Valle del Gran San Bernardo w Alpach Pennińskich.
Według danych na styczeń 2009 gminę zamieszkiwały 1524 osoby przy gęstości zaludnienia 58,7 os./1 km².